# Erich Schärer
Erich Schärer   (Zúric, 1 de setembre de 1946) és un pilot de bob suís, ja retirat, que va competir durant les dècades de 1970 i 1980.
Durant la seva carrera esportiva va participar en dues edicions dels Jocs Olímpics d'Hivern, on guanyà quatre medalles. El 1976, als Jocs d'Innsbruck, va disputar les dues proves del programa de bob. Va guanyar la medalla de plata en la prova del bobs a quatre, formant equip amb Joseph Benz, Rudolf Marti i Ulrich Bächli, i la de bronze en la de bobs a dos, fent parella amb Joseph Benz. Quatre anys més tard, als Jocs de Lake Placid va guanyar la medalla d'or en la prova de bobs a dos i la de plata en la de bobs a quatre, en ambdós casos amb els mateixos companys que quatre anys abans.
En el seu palmarès també destaquen set medalles d'or, tres de plata i quatre de bronze al Campionat del món de bob.